# Castelo de Llangynwyd

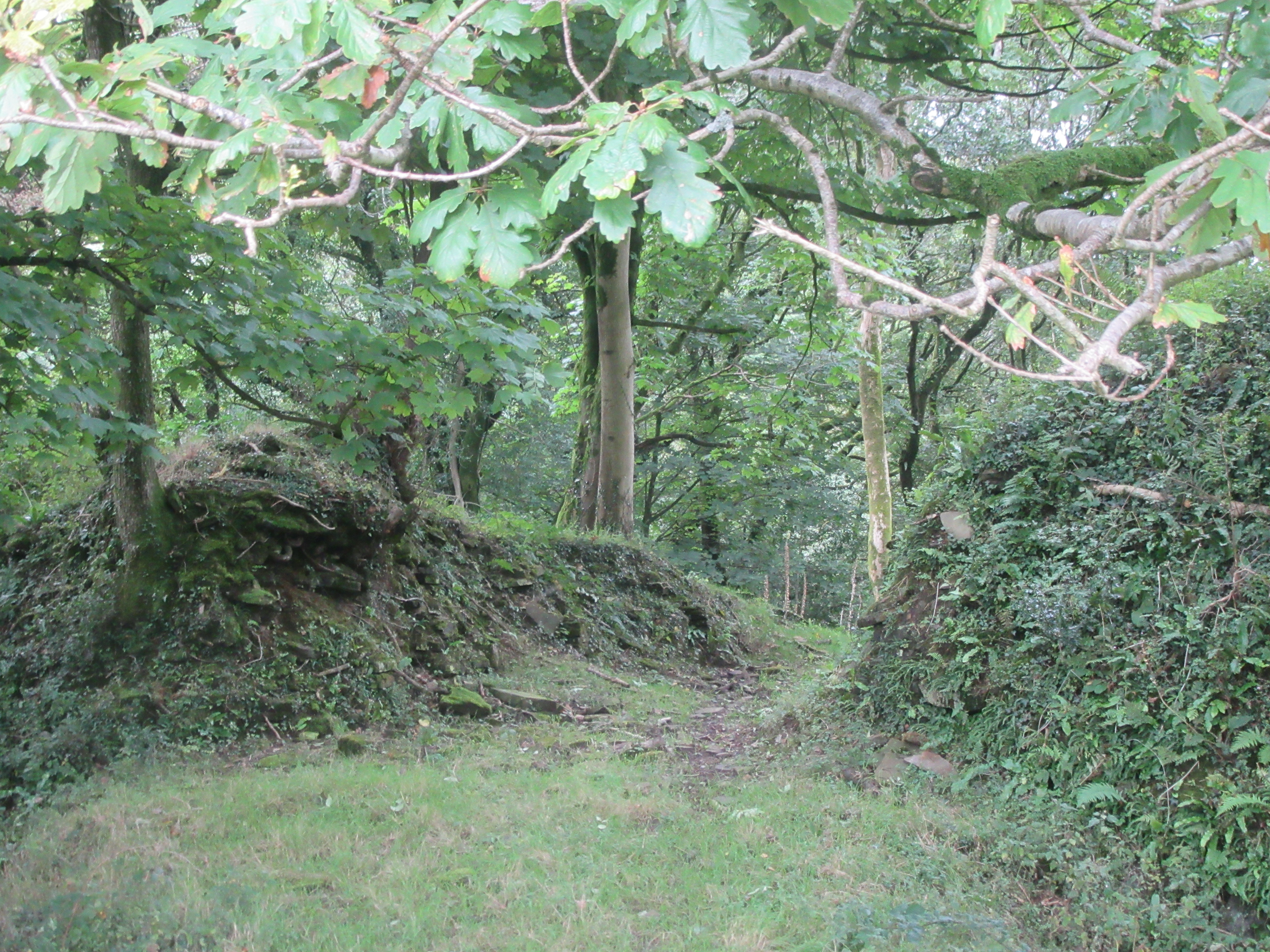
Entrada norte do castelo de Llangynwyd

O Castelo de Llangynwyd (em inglês:  Llangynwyd Castle) foi um castelo atualmente em ruínas localizado em Llangynwyd Middle, Bridgend, País de Gales.

## História
O castelo foi o centro de governação dos Lordes de Glamorgan, que pensa-se que tenha sido anexado por volta do ano de 1147. O primeiro registo histórico data de 1246, mas julga-se que a data de fundação é do século XII. O castelo foi devastado em 1257 e de seguida reconstruído, tendo sido queimado nos tumultos dos anos 1294-5 e parece não ter sido recuperado.
Foi alvo de escavações arqueológicas em 1906.